# Cyprien (évêque de Wrocław)
Pour les articles homonymes, voir Cyprien.
Cyprien (en polonais Cyprian) est un évêque de Wrocław décédé en 1207.
En 1201, Cyprien est le premier évêque de Wrocław à être choisi par le Chapitre cathédral. Auparavant, les évêques étaient nommés par le duc. Le choix du Chapitre a été entériné par le pape. Cette tradition de laisser au Chapitre la responsabilité de l’élection du nouvel évêque s’est maintenue par la suite, rendant l’Église plus indépendante des autorités.